# Ana Gabriela Guevara
Ana Gabriela Guevara Espinoza (Heroica Nogales, Sonora, México; 4 de marzo de 1977) es una política y exatleta mexicana; campeona mundial en atletismo en 2003 y medallista olímpica de plata en Atenas 2004 dentro de la prueba de 400 metros planos, de la cual era especialista; aunque también obtuvo resultados notables en 300 y 800 metros. Logró conquistar el 3 de mayo de 2003, los 300 metros planos en 35.30 segundos, récord mundial no superado, esto dentro de una exhibición atlética en el Estadio Olímpico Universitario de la Ciudad de México.
Tras su retiro del atletismo, incursionó en la política. Fue candidata del PRD a jefa delegacional por la delegación Miguel Hidalgo del Distrito Federal en las elecciones de 2009. Fue senadora por el estado de Sonora para el periodo 2012-2018, electa por representación proporcional por el PT. Presidió la Comisión de Asuntos Migratorios, funge como secretaria de la Comisión de Relaciones Exteriores e integra parte de la Comisión de Seguridad Pública en la LXII Legislatura. Fue diputada federal por el PT por Sonora desde septiembre hasta diciembre de 2018 fecha que dejó el cargo para ser nombrada por el presidente Andrés Manuel López Obrador, directora de la CONADE, cargo que ocupó hasta el final del sexenio.

## Carrera deportiva
Antes de incursionar en el atletismo, Ana Gabriela practicó por varios años basquetbol. En 1996, sin ninguna experiencia en pruebas de pista, Guevara conquistó el primer lugar de 400 m y 800 m en la Olimpiada Nacional Juvenil de México. En el Campeonato Centroamericano Juvenil de El Salvador 1996 obtuvo el segundo lugar en 800 m.  
En 1997 comenzó sus entrenamientos en atletismo bajo la supervisión de Raúl Barreda. En la Universiada Mundial de ese año (Italia) fue sexta en 800 m.
En 1998 durante el Campeonato Iberoamericano disputado en Lisboa consiguió tres medallas: Oro en 400 metros planos; implantando el récord de estos campeonatos (el cual hasta la fecha sigue vigente). En la prueba de 800 metros fue segunda y finalmente en el relevo 4 x 400 ganó otra medalla de oro.
Para los Juegos Centroamericanos y del Caribe de Maracaibo 1998, ganó las medallas de plata en las pruebas de 1000 y 1200 metros. 
Posteriormente en 1999, conquistó la medalla dorada en los Juegos Panamericanos de Winnipeg 1999. En ese mismo año logró obtener la cuarta posición en el mundial bajo techo de Maebashi.
En el año 2000 ingresó a la élite mundial de los 400 metros planos al registrar en la Ciudad de México un tiempo de 49.70. En la final de los 400 metros de los Juegos Olímpicos de Sídney 2000 obtuvo el quinto lugar.
En los campeonatos mundiales de Edmonton 2001 ganó la medalla de bronce. Días más tarde en los juegos de la Buena Voluntad de Brisbane 2001 conquistó la medalla áurea en los 400 metros individual y en la prueba de relevo 4 x 400 representando a la Selección Mundial obtuvo la medalla de bronce. 
En ese mismo año obtuvo el primer lugar en la clasificación mundial de los 400 metros planos de la Federación Internacional de Atletismo. Guevara se mantuvo como la número 1 del ranking mundial desde 2001 hasta 2004.
En el 2002 compartió con tres atletas el premio de un millón de dólares en barras de oro de la Golden League de la IAAF al ganar todas las pruebas de 400 m en las siete competencias de ese año. 
En la Copa del Mundo de Atletismo Madrid 2002 obtuvo dos medallas de oro: una en la prueba individual y la otra con el relevo 4 x 400 representando al continente americano. En los XIX Juegos Centroamericanos y del Caribe Juegos Centroamericanos y del Caribe de San Salvador 2002 conquistó las medallas de oro en las mismas pruebas (400 metros individual y relevo 4 x 400). 
En la Final Mundial de la IAAF de ese año logró la primera de sus tres victorias consecutivas en este evento: (Final del Grand Prix de Atletismo 2002, Final Mundial de Atletismo 2003 y Final Mundial de Atletismo 2004)
El 3 de mayo de 2003 implantó el récord mundial de los 300 metros planos en la Ciudad de México al correr la distancia en 35.30 segundos batiendo a la campeona olímpica, la australiana  Cathy Freeman. Días después en el Prefontaine Classic de Eugene implantó otro récord que a la fecha continúa vigente (49.34s). 
En los Juegos Panamericanos de Santo Domingo 2003 se convirtió en bicampeona continental de los 400 metros, cabe mencionar que las condiciones climatológicas le impidieron romper el récord de esta justa.
El 27 de agosto de 2003 durante el Campeonato Mundial París 2003 se coronó campeona mundial, corriendo la distancia en un tiempo de 48.89 segundos, el cual es el undécimo mejor de la historia de los 400 metros planos, siendo este el máximo triunfo de su carrera.
Durante el año 2004 sufrió una lesión en el tendón de Aquiles, con un entrenamiento de tan solo 100 días conquistó la medalla de plata de los Juegos Olímpicos de Athenas siendo superada en un duelo reñido por Tonique Williams con quien ya había perdido poco antes, lo que puso fin a un invicto que Guevara mantenía desde agosto de 2001. En el campeonato mundial Helsinki 2005 consiguió su tercera medalla mundialista, al terminar en tercer lugar en la final de los 400 metros.
En los XX Juegos Centroamericanos y del Caribe Juegos Centroamericanos y del Caribe Cartagena 2006, ganó dos medallas de oro, una en la prueba individual de 400 m y la otra en el relevo 4 x 400.
En 2007 durante los Juegos Panamericanos Río de Janeiro 2007 se convirtió en la primera mujer de la historia en ganar tres veces el título continental al conquistar la medalla de oro con un tiempo de 50.34 segundos, días más tarde durante la prueba por equipos remontó del penúltimo al segundo lugar para que el relevo mexicano obtuviera la medalla de Plata en la justa continental (En los parciales que dio a conocer la IAAF, Ana Guevara corrió su tramo en 49.40). 
En el campeonato mundial de Osaka 2007 quedó en cuarto lugar en la prueba individual y en octavo en relevo 4 x 400 lo que fueron sus últimas competencias mundiales.
Ana Guevara fue entrenada durante su vida exitosa deportiva, alrededor de doce años, por el entrenador y preparador cubano Raúl Barreda. Cabe mencionar que es considerada una de las 10 mejores velocistas de la historia.

## Resultados en competencias por año
| Año                    | Competencia                                                        | Lugar                               | Posición               | Evento                 | Notas                  |
| Representando a México | Representando a México                                             | Representando a México              | Representando a México | Representando a México | Representando a México |
| ---------------------- | ------------------------------------------------------------------ | ----------------------------------- | ---------------------- | ---------------------- | ---------------------- |
| 1996                   | Campeonato Iberoamericano de Atletismo                             | Medellín, Colombia                  | 3.ª                    | 4 x 400 m relevos      | 3:38.48                |
| 1996                   | Campeonato Juvenil de Atletismo de Centroamérica y el Caribe (<20) | San Salvador, El Salvador           | 4.ª                    | 400 m                  | 56.03                  |
| 1996                   | Campeonato Juvenil de Atletismo de Centroamérica y el Caribe (<20) | San Salvador, El Salvador           | 2.ª                    | 800 m                  | 2:09.8                 |
| 1996                   | Campeonato Juvenil de Atletismo de Centroamérica y el Caribe (<20) | San Salvador, El Salvador           | 2.ª                    | 4 x 400 m relevos      | 3:47.96                |
| 1996                   | Campeonato Mundial Juvenil de Atletismo                            | Sídney, Australia                   | 7th (sf)               | 400 m                  | 55.24                  |
| 1998                   | Campeonato Iberoamericano de Atletismo                             | Lisboa, Portugal                    | 1.ª                    | 400 m                  | 50.65                  |
| 1998                   | Campeonato Iberoamericano de Atletismo                             | Lisboa, Portugal                    | 1.ª                    | 800 m                  | 2:01.55                |
| 1998                   | Campeonato Iberoamericano de Atletismo                             | Lisboa, Portugal                    | 1.ª                    | 4 x 400 m relevos      | 3:33.41                |
| 1998                   | Juegos Centroamericanos y del Caribe                               | Maracaibo, Venezuela                | 2.ª                    | 400 m                  | 51.32                  |
| 1998                   | Juegos Centroamericanos y del Caribe                               | Maracaibo, Venezuela                | 2.ª                    | 800 m                  | 2:01.12 NR             |
| 1999                   | Juegos Panamericanos                                               | Winnipeg, Canadá                    | 1.ª                    | 400 m                  | 50.91                  |
| 1999                   | Campeonato Mundial                                                 | Sevilla, España                     | 6th (sf)               | 400 m                  | 50.70                  |
| 2000                   | Juegos Olímpicos                                                   | Sídney, Australia                   | 5.ª                    | 400 m                  | 49.96                  |
| 2000                   | Final del Grand Prix                                               | Doha, Catar                         | 5.ª                    | 400 m                  | 51.22                  |
| 2001                   | Competencias de la Golden League                                   | Mónaco                              | 1.ª                    | 400 m                  | 50.84                  |
| 2001                   | Campeonato Mundial                                                 | Edmonton, Canadá                    | 3.ª                    | 400 m                  | 49.97                  |
| 2002                   | Juegos Centroamericanos y del Caribe                               | San Salvador, El Salvador           | 1.ª                    | 400 m                  | 51.87                  |
| 2002                   | Juegos Centroamericanos y del Caribe                               | San Salvador, El Salvador           | 1.ª                    | 4 x 400 m relevos      | 3:31.24                |
| 2002                   | Competencias de la Golden League                                   | Oslo, Noruega                       | 1.ª                    | 400 m                  | 50.45                  |
| 2002                   | Competencias de la Golden League                                   | París, Francia                      | 1.ª                    | 400 m                  | 50.00                  |
| 2002                   | Competencias de la Golden League                                   | Roma, Italia                        | 1.ª                    | 400 m                  | 49.51                  |
| 2002                   | Competencias de la Golden League                                   | Mónaco                              | 1.ª                    | 400 m                  | 49.25                  |
| 2002                   | Competencias de la Golden League                                   | Zúrich, Suiza                       | 1.ª                    | 400 m                  | 49.16                  |
| 2002                   | Competencias de la Golden League                                   | Bruselas, Bélgica                   | 1.ª                    | 400 m                  | 49.69                  |
| 2002                   | Competencias de la Golden League                                   | Berlín, Alemania                    | 1.ª                    | 400 m                  | 49.91                  |
| 2002                   | Final del Grand Prix                                               | París, Francia                      | 1.ª                    | 400 m                  | 49.90                  |
| 2003                   | Juegos Panamericanos                                               | Santo Domingo, República Dominicana | 1.ª                    | 400 m                  | 50.36                  |
| 2003                   | Competencias de la Golden League                                   | Zúrich, Suiza                       | 1.ª                    | 400 m                  | 49.11                  |
| 2003                   | Campeonato Mundial                                                 | París, Francia                      | 1.ª                    | 400 m                  | 48.89 WL               |
| 2003                   | Campeonato Mundial                                                 | París, Francia                      | 5.ª (h)                | 4 x 400 m relevos      | 3:29.74                |
| 2003                   | Final Mundial de Atletismo                                         | Mónaco                              | 1.ª                    | 400 m                  | 49.34                  |
| 2004                   | Competencias de la Golden League                                   | Roma, Italia                        | 2.ª                    | 400 m                  | 49.74                  |
| 2004                   | Competencias de la Golden League                                   | Zúrich, Suiza                       | 2.ª                    | 400 m                  | 50.18                  |
| 2004                   | Competencias de la Golden League                                   | Bruselas, Bélgica                   | 2.ª                    | 400 m                  | 49.95                  |
| 2004                   | Competencias de la Golden League                                   | Berlín, Alemania                    | 2.ª                    | 400 m                  | 49.53                  |
| 2004                   | Juegos Olímpicos                                                   | Atenas, Grecia                      | 2.ª                    | 400 m                  | 49.56                  |
| 2004                   | Juegos Olímpicos                                                   | Atenas, Grecia                      | 5.ª (h)                | 4 x 400 m relevos      | 3:27.88 NR             |
| 2004                   | Final Mundial de Atletismo                                         | Mónaco                              | 1.ª                    | 400 m                  | 50.13                  |
| 2005                   | Competencias de la Golden League                                   | París, Francia                      | 3.ª                    | 400 m                  | 50.44                  |
| 2005                   | Competencias de la Golden League                                   | Roma, Italia                        | 2.ª                    | 400 m                  | 50.62                  |
| 2005                   | Campeonato Mundial                                                 | Helsinki, Finlandia                 | 3.ª                    | 400 m                  | 49.81                  |
| 2006                   | Juegos Centroamericanos y del Caribe                               | Cartagena, Colombia                 | 1.ª                    | 400 m                  | 50.99                  |
| 2006                   | Juegos Centroamericanos y del Caribe                               | Cartagena, Colombia                 | 1.ª                    | 4 x 400 m relevos      | 3:29.92                |
| 2006                   | Competencias de la Golden League                                   | París, Francia                      | 4.ª                    | 400 m                  | 50.79                  |
| 2006                   | Competencias de la Golden League                                   | Roma, Italia                        | 5.ª                    | 400 m                  | 50.43                  |
| 2007                   | Juegos Panamericanos                                               | Río de Janeiro, Brasil              | 1.ª                    | 400 m                  | 50.34                  |
| 2007                   | Juegos Panamericanos                                               | Río de Janeiro, Brasil              | 2.ª                    | 4 x 400 m relevos      | 3:27.75 NR             |
| 2007                   | Campeonato Mundial                                                 | Osaka, Japón                        | 4.ª                    | 400 m                  | 50.16                  |
| 2007                   | Campeonato Mundial                                                 | Osaka, Japón                        | 8.ª                    | 4 x 400 m relevos      | 3:29.14                |

### Retiro de las competencias deportivas
El 15 de enero de 2008 anunció su retiro definitivo del atletismo nacional, debido a fuertes conflictos con el titular de la Federación Mexicana de Atletismo, Mariano Lara. Desde tiempo antes Ana Guevara amenazaba con no participar en los Juegos Olímpicos de ese año si Lara no renunciaba a su cargo, afirmando su responsabilidad de los malos resultados de las delegaciones mexicanas en participaciones mundiales lo que incluyó el Campeonato Mundial de Osaka 2007 donde no se consiguió medalla alguna, argumentando que todo era producto de corrupciones y desvío de apoyos internacionales en su dirección.
Sus palabras: "Ya es definitivo mi retiro del deporte en México, se contempló la posibilidad de participar independiente en los Juegos Olímpicos, pero mi ilusión es participar por mi país... No me hacía participando en unos Juegos Olímpicos de blanco".
Guevara solicitó la intervención del entonces titular de la Comisión Nacional del Deporte, Carlos Hermosillo, para la expulsión definitiva de Mariano Lara del deporte organizado, con base en denuncias de actos de corrupción y desvío de fondos durante su gestión. Al no encontrar la respuesta que ella esperaba, solicitó audiencia al presidente Felipe Calderón, quien intervino para que le decretaran una suspensión por 4 años a Lara.
No obstante, Guevara no quedó conforme con la resolución y rompió relaciones con Calderón (Ana Gabriela lo había apoyado públicamente en su campaña a la Presidencia).

## Incursión en la política
En el año 2008 Marcelo Ebrard Casaubón, Jefe de Gobierno del Distrito Federal, designa a Ana Gabriela Guevara como titular de la Coordinación de Cultura Deportiva, Física y de Salud del Gobierno del Distrito Federal, misma que involucra al Instituto del Deporte y las secretarías de Salud, de Educación Pública y de Servicios Urbanos locales.
Asumió la titularidad del Instituto del Deporte del Distrito Federal (IDDF) en ese mismo año, sin embargo, renunció para hacer otro tipo de incursión común entre los exatletas: los medios de comunicación. Participó como comentarista junto con José Ramón Fernández en la transmisión de los Juegos Olímpicos de Pekín 2008 en ESPN.
A inicios del año 2009, fue declarada ganadora del proceso interno del Partido de la Revolución Democrática (PRD) para contender como candidata a la Jefatura Delegacional candidata a Jefe Delegacional de Miguel Hidalgo, en el Distrito Federal.
En el conteo preliminar para Jefe Delegacional de Miguel Hidalgo del Programa de Resultados Preliminares del Instituto Electoral del Distrito Federal, Guevara obtiene el 33.55% de los votos sumando todos los de la candidatura común del Partido de la Revolución Democrática, PT y Convergencia, pero se ve superada por su contrincante Demetrio Sodi del PAN, que consiguió el 39.33%.
Para las elecciones federales del año 2012,  encabeza la candidatura al Senado por el estado de Sonora, a través de la coalición Movimiento Progresista, conformada por el Partido del Trabajo (PT), el Partido de la Revolución Democrática (PRD) y Movimiento Ciudadano. Por la vía de mayoría relativa no logra el resultado para ocupar el cargo. No obstante, formó parte de la lista nacional, convirtiéndose así en Senadora de la LXII Legislatura por la vía plurinominal.
Como Senadora, Ana Guevara presidió la Comisión de Asuntos Migratorios, también fue Secretaria de la Comisión de Relaciones Exteriores y formó parte de la Comisión de Seguridad Pública.
Se desempeña como directora de la Comisión Nacional del Deporte (CONADE) entre 2018 y 2024. Ahí se ha visto involucrada en varias polémicas, específicamente por el retiro de becas a varios atletas de alto rendimiento.